# Gerwin Peters
Gerwin Peters (né le 9 avril 1977) est un coureur cycliste néerlandais. Durant sa carrière, il pratique le VTT de descente et le dual slalom.
Il a notamment obtenu une médaille d'argent aux mondiaux de descente en 1998 et une médaille de bronze aux championnats d'Europe de dual slalom la même année.

## Palmarès en VTT

### Championnats du monde
- Mont Sainte-Anne 1998
  -  Médaillé d'argent de la descente
- Sierra Nevada 2000
  - 4e de la descente

### Coupe du monde
- Coupe du monde de descente
  - 1997  : 27e du classement général
  - 1998  : 18e du classement général, un podium
  - 1999  : 3e du classement général, vainqueur de la manche de Kaprun, trois podiums
  - 2000  : 8e du classement général, un podium

### Championnats d'Europe
- Špindlerův Mlýn 1998
  -  Médaillé de bronze du dual slalom
- Vars 2000
  - 9e de la descente

### Championnats des Pays-Bas
- 1999
  -  Champion des Pays-Bas de descente
- 2000
  -  Champion des Pays-Bas de descente